# Dermot Gallagher
Dermot Gallagher (Dublin, 1957. május 20. –) ír nemzetközi labdarúgó-játékvezető.
Jelenleg Oxfordshireben él. Teljes neve: Dermot J. Gallagher.

## Pályafutása

### Nemzeti játékvezetés
A játékvezetői vizsgát 1978-ban tette le, 1990–1992 között országos minősítéssel a II. ligában tevékenykedett. 1992–2007 között a legfelső szintű labdarúgó-bajnokság, az I. liga bírója. 1997-ben egy komoly sérüléssel bajlódott. Az utolsó Premier Liga találkozója, a Liverpool–Charles Athletic (2:2) bajnoki összecsapás volt. Az aktív nemzeti játékvezetéstől 2007-ben vonult vissza. Premier Ligás mérkőzéseinek száma: 246.

#### Nemzeti kupamérkőzések
Vezetett Kupa-döntők száma: 1.

##### Angol-kupa
| Időpont         | Helyszín                | Mérkőzés típusa | Mérkőzés                          | Eredmény | Nézők száma |
| --------------- | ----------------------- | --------------- | --------------------------------- | -------- | ----------- |
| 1996. május 11. | Wembley Stadion, London | döntő           | Liverpool FC–Manchester United FC | 0 : 1    | 79 007      |

### Nemzetközi játékvezetés
A Nemzetközi Labdarúgó-szövetség (FIFA) 1994-től tartotta nyilván bírói keretében. Több válogatott és nemzetközi klubmérkőzést vezetett. Az angol nemzetközi játékvezetők rangsorában, a világbajnokság-Európa-bajnokság sorrendjében többedmagával a 13. helyet foglalja el 7 találkozó szolgálatával. Az aktív nemzetközi játékvezetéstől a FIFA 45 éves korhatárának elérésével 2002-ben visszavonult. Búcsúmérkőzése, az Írország–Oroszország barátságos találkozó volt. Válogatott mérkőzéseinek száma: 11.

#### Világbajnokság

##### U20-as labdarúgó-világbajnokság
Katar rendezte a 10., az 1995-ös ifjúsági labdarúgó-világbajnokságot, ahol a FIFA JB bíróként alkalmazta.
| Időpont           | Helyszín              | Mérkőzés típusa              | Mérkőzés           | Eredmény | Nézők száma |
| ----------------- | --------------------- | ---------------------------- | ------------------ | -------- | ----------- |
| 1995. április 16. | Khalifa Stadium, Doha | csoportmérkőzés (A. csoport) | Katar–Szíria       | 0 : 1    | 60 000      |
| 1995. április 20. | Al-Ahly Stadium, Doha | csoportmérkőzés (D. csoport) | Costa Rica–Kamerun | 1 : 3    | 6 000       |
| 1995. április 28. | Khalifa Stadium, Doha | döntő                        | Brazília–Argentína | 0 : 2    | 65 000      |

---
A világbajnoki döntőhöz vezető úton Franciaországba a XVI., az 1998-as labdarúgó-világbajnokságra és Dél-Koreába és Japánba a XVII., a 2002-es labdarúgó-világbajnokságra a FIFA JB bíróként alkalmazta.

##### 1998-as labdarúgó-világbajnokság

###### Selejtező mérkőzés
| Időpont             | Helyszín                  | Mérkőzés típusa           | Mérkőzés                    | Eredmény | Nézők száma |
| ------------------- | ------------------------- | ------------------------- | --------------------------- | -------- | ----------- |
| 1997. augusztus 20. | Dinamo Stadion, Minszk    | előselejtező (4. csoport) | Fehéroroszország–Svédország | 1 : 2    | 9 000       |
| 1997-10-11.         | Nemzeti Stadion, Ta’ Qali | előselejtező (6. csoport) | Málta–Jugoszlávia           | 0 : 5    | 1 107       |

##### 2002-es labdarúgó-világbajnokság

###### Selejtező mérkőzés
| Időpont         | Helyszín                    | Mérkőzés típusa           | Mérkőzés        | Eredmény | Nézők száma |
| --------------- | --------------------------- | ------------------------- | --------------- | -------- | ----------- |
| 2001. június 6. | Laugardalsvöllur, Reykjavík | előselejtező (3. csoport) | Izland–Bulgária | 1 : 1    | 4 316       |

#### Európa-bajnokság
Az európai-labdarúgó torna döntőjéhez vezető úton Angliába a X., az 1996-os labdarúgó-Európa-bajnokságra és Belgiumba és Hollandiába a XI., a 2000-es labdarúgó-Európa-bajnokságra az UEFA JB játékvezetőként foglalkoztatta.

##### 1996-os labdarúgó-Európa-bajnokság

###### Selejtező mérkőzés
| Időpont             | Helyszín                          | Mérkőzés típusa           | Mérkőzés               | Eredmény | Nézők száma |
| ------------------- | --------------------------------- | ------------------------- | ---------------------- | -------- | ----------- |
| 1995. szeptember 6. | Górnik Stadion, Zágráb            | előselejtező (1. csoport) | Lengyelország–Románia  | 0 : 0    | 25 000      |
| 1995. november 15.  | Kuip Stadion, Rotterdam           | előselejtező (5. csoport) | Hollandia–Norvégia     | 3 : 0    | 42 325      |
| 1996. június 18.    | St James' Park Stadion, Newcastle | selejtező (B. csoport)    | Franciaország–Bulgária | 3 : 1    | 26 976      |

##### 2000-es labdarúgó-Európa-bajnokság

###### Selejtező mérkőzés
| Időpont             | Helyszín                     | Mérkőzés típusa           | Mérkőzés                | Eredmény | Nézők száma |
| ------------------- | ---------------------------- | ------------------------- | ----------------------- | -------- | ----------- |
| 1999. szeptember 4. | Tofik Bahramov Stadion, Baku | előselejtező (7. csoport) | Azerbajdzsán–Portugália | 1 : 1    | 8 000       |

#### Nemzetközi kupamérkőzések

##### UEFA-kupa
| Időpont              | Helyszín                         | Mérkőzés típusa             | Mérkőzés                         | Eredmény |
| -------------------- | -------------------------------- | --------------------------- | -------------------------------- | -------- |
| 2002. szeptember 19. | Parc des Princes Stadion, Párizs | 64 közé jutás (1. mérkőzés) | Paris Saint-Germain FC–Újpest FC | 3 : 0    |

## Sportvezetőként
A  Sky TV, a Sky Sports Super Sunday program rendszeres résztvevője.

## Szakmai sikerek
Az IFFHS (International Federation of Football History & Statistics) 1987-2011 évadokról tartott nemzetközi szavazásán 151, játékvezető besorolásával minden idők 117, legjobb bírójának rangsorolta, holtversenyben  Dzsamál as-Saríf, Stefano Farina, Massimo de Santis, Eduardo Iturralde González, Gianluca Paparesta, Marco Rodríguez és Alekszej Nyikolajevics Szpirin társaságában.